# Constant Ndima Kongba
Constant Ndima Kongba, né en 1962, est un militaire lieutenant-général de la République démocratique du Congo. Il est le gouverneur de la province du Nord-Kivu de mai 2021 à septembre 2023.

## Biographie
Constant Ndima est lieutenant-général.

### Effacer le tableau
Après la campagne Effacer le tableau qui fait entre 60 000 et 70 000 morts, la Mission de l'Organisation des Nations unies pour la stabilisation en république démocratique du Congo (MONUC) diligente une enquête fin 2002. L'équipe recueille plus de 500 témoignages « à Mangina, Oicha, Butembo, Erengeti et Beni », à Mambasa, à Mandima. D'après le rapport de la MONUC, deux commandants impliqués dans l'opération sont sous la responsabilité de Constant Ndima, général du groupe politico-militaire Mouvement de libération du Congo (MLC). Ce dernier est surnommé « Effacer le tableau », et il a fait partie d'un groupe portant le même nom. Néanmoins, le MLC en 2021 déclare que Constant Ndima n'a pas pris part à ces opérations.

### Gouverneur du Nord-Kivu
Le 4 mai 2021, Constant Ndima Kongba est nommé gouverneur de la province du Nord-Kivu par le président Félix Tshisekedi, après que ce dernier ait déclaré l'état de siège fin avril dans la province, en proie à une insécurité grandissante. Il succède à Carly Nzanzu Kasivita le 10 mai. Il devient ainsi le 10e gouverneur de la province du Nord-Kivu.
Le 30 août 2023, à Goma, la répression par les Forces armées de la république démocratique du Congo (FARDC) d'une manifestation interdite contre la présence de la Mission de l'Organisation des Nations unies pour la stabilisation en république démocratique du Congo (Monusco), les forces déployées par la Communauté d'Afrique de l'Est dans le Nord-Kivu, et contre l'état de siège dans la région fait au moins 56 morts,. Plus de 150 manifestants sont arrêtés,,. Parmi les personnes arrêtées, 140 sont jugées devant un tribunal militaire pour association de malfaiteurs et participation à un mouvement insurrectionnel. Plusieurs militaires de la Garde républicaine (en) sont aussi jugés dans un autre procès pour crime contre l'humanité devant un tribunal militaire. Constant Ndima, gouverneur de la région et commandant des opérations militaires, est aussi critiqué pour ce massacre par des organisations de la société civile et rappelé à Kinshasa. Il est remplacé à titre intérimaire par le général-major Peter Cirimwami le 19 septembre 2023.
En décembre 2024, Amnesty International publie une enquête sur la tuerie de Goma et demande que plusieurs officiers haut gradés (dont Constant Ndima Kongba) soient jugés. L'ONG parle de « possibles crimes contre l'humanité ».